# Route nationale 43 (France)
Pour les articles homonymes, voir Route nationale 43 et Route 43.
De nos jours, la route nationale 43, ou RN 43, est une route nationale française reliant Sedan-Frénois à Bazeilles. Elle prolonge l'autoroute A34 vers Liège et Luxembourg (RN 58), Longwy (RD 8043), et Verdun (RD 964), en contournant l'agglomération de Sedan.
Jusqu'en 2018, le tronçon reliant Charleville-Mézières au carrefour du Piquet était conservé dans le domaine routier national. À la suite de l'ouverture de l'autoroute A304, la RN 43 perd en importance et se retrouve progressivement déclassée. Avant 2006, elle reliait Sainte-Ruffine (dans la banlieue de Metz) à Calais.
Avant les restructurations des années 1970, cette route reliait Lieu-Saint-Amand à Calais par :
- un tronçon aujourd'hui déclassé en RD 943 reliant Lieu-Saint-Amand à Aniche via Bouchain ;
- un tronçon aujourd'hui repris par l'actuelle RN 45 reliant Aniche à Douai.

Des tronçons actuels de la route nationale 43, seul celui de Douai à Calais est d'origine. Les autres tronçons sont issus d'autres routes nationales, créées en 1824 ou classées dans les années 1930.
Elle fait partie de l’E44 entre La Capelle et Le Piquet et entre Sedan et Longuyon.
Le 1er janvier 2006, elle a été transférée à la voirie départementale et renumérotée RD 8043 dans les Ardennes, RD 1043 dans l'Aisne, RD 643 dans le Nord et RD 943 dans le Pas-de-Calais (sauf entre la limite du département du Nord et Lens où, étant doublée par l'A21 (rocade minière), elle a été déclassée en voirie communale).

## De Sainte-Ruffine à Bazeilles

### De Sainte-Ruffine à Mainville
Ce tronçon correspond à l'ancienne RN 381 de Sainte-Ruffine à Briey et à l'ancienne RN 52BIS de Briey à Mainville.
- Sainte-Ruffine (km 0)
- Châtel-Saint-Germain (km 2)
- Amanvillers (km 8)
- Saint-Privat-la-Montagne (km 10)
- Sainte-Marie-aux-Chênes (km 12)
- Moutiers (km 19)
- Briey (km 22)
- La Malmaison, commune de Mance (km 25)
- Anoux (km 28)
- Mainville (km 30)

### De Mainville à Longuyon
Ce tronçon appartenait à l'ancienne RN 381.
- Mainville (km 30)
- Landres (km 36)
- Xivry-Circourt (km 41)
- Mercy-le-Bas (km 44)
- Mainbottel, communes de Bazailles et de Boismont (km 48)
- Pierrepont (km 51)
- Longuyon (km 61)

### De Longuyon à Montmédy
Ce tronçon appartenait à l'ancienne RN 47.
- Longuyon (km 61)
- Noërs, commune de Longuyon (km 62)
- Saint-Jean-lès-Longuyon (km 72)
- Marville (km 74)
- Iré-le-Sec (km 80)
- Iré-les-Prés, commune de Montmédy (km 85)
- Montmédy (km 86)

### De Montmédy à Carignan
Ce tronçon appartenait à l'ancienne RN 381.
- Montmédy (km 86)
- Thonnelle (km 91)
- Thonne-le-Thil (km 94)
- Montlibert D 8043
- Margut (km 100)
- Fromy (km 102)
- Linay (km 105)
- Blagny (km 108)
- Carignan D 8043 (km 109)

### De Carignan à Bazeilles
Ce tronçon appartenait à l'ancienne RN 381.
- Carignan D 8043 (km 109)
- Wé, commune de Carignan (km 110)
- Sachy (km 114)
- Pouru-Saint-Remy (km 118)
- Douzy D 8043 (km 121)
- Bazeilles N 43

## De Bazeilles à Cambrai
Au-delà de Bazeilles, la RN 43 devient voie rapide, servant de contournement à l'agglomération de Sedan. Puis elle se rattache à l'A34 jusqu'à Charleville-Mézières. À terme, cette dernière section restante de la RN 43 devrait, ainsi que la RN 58, se faire absorber par l'A34.
Autrefois, il existait la RN 64 qui longeait la Meuse entre Sedan et Charleville-Mézières, aujourd’hui déclassée en RD 764.

### De Charleville-Mézières au Piquet
De Charleville-Mézières au Piquet, la route se confondait avec l’ancienne RN 51. Cette section, en plus du contournement de Sedan, est la seule conservée dans le domaine routier national après la réforme de 2006. Néanmoins, depuis l’ouverture de l’A304 en 2018, la RN 43 perd de son importance et se retrouve progressivement déclassée comme le reste de sa trajectoire dans les Ardennes en RD 8043.
- Charleville-Mézières D 8043 (km 151)
- La Mal Campée, commune de Warcq (km 154)
- Tournes (km 159)
- Cliron (km 161)
- Lonny
- Rimogne (km 167)
- Le Piquet, commune de Tremblois-lès-Rocroi D 8043 (km 171)

### Du Piquet à Hirson
Ce tronçon appartenait à l'ancienne RN 39.
- Le Piquet, commune de Tremblois-lès-Rocroi D 8043 (km 171)
- Tremblois-lès-Rocroi (km 172)
- Maubert-Fontaine (km 176)
- Mon Idée, commune d'Auvillers-les-Forges D 8043 (km 182)
- Auge D 1043 (km 188)
- Bellevue, commune d'Any-Martin-Rieux (km 192)
- Laurembert, commune de Martigny (km 197)
- Hirson D 1043 (km 207)

### De Hirson à Chapeau-Rouge
Ce tronçon appartenait à l'ancienne RN 39.
- Hirson D 1043 (km 207)
- Mondrepuis (km 211)
- Le Petit Paris, commune de Clairfontaine (km 216)
- La Capelle-en-Thiérache (km 220)
- Haie Maubecque, commune de La Flamengrie (km 221)
- Rond-point de Guise en forêt du Nouvion
- Le Nouvion-en-Thiérache (km 232)
- Mal Assise, commune du Nouvion-en-Thiérache (km 233)
- Bergues-sur-Sambre (km 238)
- Fesmy D 1043 (km 240)
- Chapeau-Rouge, commune de La Groise D 643 (km 243)

### De Chapeau-Rouge à Cambrai
Ce tronçon appartenait à l'ancienne RN 39.
- Chapeau Rouge, commune de La Groise D 643 (km 243)
- Catillon-sur-Sambre (km 246)
- Bazuel (km 250)
- Le Cateau-Cambrésis (km 253)
- Inchy (km 259)
- Beaumont-en-Cambrésis (km 260)
- Jeune Bois, commune de Caudry (km 263)
- Beauvois-en-Cambrésis (km 266)
- Boistrancourt, commune de Carnières (km 269)
- Igniel, commune d'Estourmel (km 270)
- La Verrerie, commune d'Awoingt (km 273)
- Cambrai D 643 (km 277)

## De Cambrai à Calais

### De Cambrai à Douai
Ce tronçon appartenait à l'ancienne RN 17.
- Cambrai D 643 (km 277)
- Neuville-Saint-Rémy (km 279)
- Aubencheul-au-Bac (km 288)
- Aubigny-au-Bac (km 289)
- Bugnicourt (km 292)
- Cantin (km 295)
- Les Épis, commune de Sin-le-Noble (km 300)
- Douai  D 643 (km 302)

### De Douai à Lens
- Douai  D 643 (km 302)
- Cuincy (km 306)
- Les Villers, commune de Flers-en-Escrebieux D 643 (km 307)
- Courcelles-lès-Lens (km 309)
- Noyelles-Godault (km 311)
- Hénin-Beaumont (km 315)
- Montigny-en-Gohelle (km 316)
- Billy-Montigny (km 317)
- Fouquières-lès-Lens (km 318)
- Noyelles-sous-Lens (km 321)
- Sallaumines (km 322)
- Lens (km 324)

### De Lens à Béthune
- Lens (km 324)
- Loos-en-Gohelle D 943 (km 329)
- Mazingarbe (km 333)
- Noyelles-lès-Vermelles (km 334)
- Sailly-Labourse (km 337)
- Beuvry (km 340)
- Béthune D 943 (km 342)

### De Béthune à Aire-sur-la-Lys
- Béthune D 943 (km 342)
- Annezin (km 344)
- Chocques (km 348)
- Rieux, commune de Lillers (km 356)
- Lillers (km 355)
- Norrent-Fontes (km 361)
- Mazinghem (km 364)
- Lambres (km 365)
- Aire-sur-la-Lys D 943 (km 368)

### D'Aire-sur-la-Lys à Saint-Omer
- Aire-sur-la-Lys D 943 (km 368)
- Wittes (km 371)
- Racquinghem (km 375)
- Belle Croix, commune de Racquinghem (km 376)
- Arques (km 382)
- Longuenesse (km 384)
- Saint-Omer D 943 (km 387)

### De Saint-Omer à Ardres
- Saint-Omer D 943 (km 387)
- Saint-Martin-au-Laërt (km 388)
- Tilques (km 390)
- Moulle (km 400)
- Nordausques (km 408)
- La Recousse, commune de Zouafques (km 410)
- Bertrem, commune de Louches (km 413)
- Lostrat, commune de Louches (km 414)
- Le Plat-d'Or, commune d'Autingues (km 415)
- Ardres D 943 (km 417)

### D'Ardres à Calais
- Ardres D 943 (km 417)
- Bois en Ardres, commune d'Ardres (km 418)
- Le Pont d'Ardres, commune d'Ardres (km 423)
- Les Attaques (km 424)
- Calais D 943 (km 428)

## Ancien tracé de Lieu-Saint-Amand à Douai
Cette section est déclassée RD 943 ou renumérotée RN 45.
- Lieu-Saint-Amand D 943
- Bouchain
- Aniche D 943
- Auberchicourt N 45
- Cité Vuillemin, commune d'Écaillon
- Masny
- Lewarde
- Guesnain
- Dechy
- Sin-le-Noble
- Douai N 45

## Contournement de Sedan (voie rapide)
- Échangeur entre RN 43 et RN 58: Bouillon, Dinant, Liège, Arlon, Luxembourg
  -   110 km/h sur voie rapide
- 2 Bazeilles : Bazeilles, Givonne (demi-échangeur ; depuis et vers Charleville-Mézières)
- 3 Balan (RD 764) : Sedan - Château, Bazeilles, Balan
  -  Pont sur la Meuse
- 4 Frénois (RD 764) : Vouziers, Sedan - centre
  -    La RN 43 devient l'A34.